# 氙酸
氙酸（化学式：H2XeO4）由三氧化氙溶于水得到，是很强的氧化剂，用在有机合成中，易爆炸性分解为氙气、氧气和臭氧。鲍林在1933年预测了氙酸的存在。